# Романченко, Александр Ефимович
Алекса́ндр Ефи́мович Рома́нченко (р. 8 августа 1922, село Осиевка, Винницкий уезд, Подольская губерния — советский и российский физик. Специалист в области физики ускорителей. Лауреат Ленинской премии (1961, за работу по серийному производству боевых частей для ракет). Участник Великой Отечественной войны.

## Биография
Родился в селе Осиевке Винницкого уезда Подольской губернии (ныне Бершадского района Винницкой области Украины) в семье сельского учителя.
Незадолго до начала Великой Отечественной войны поступил в Киевский политехнический институт. В июле 1941 года вступил добровольцем в часть особого назначения, переброшенную в тыл немецких войск. При прикрытии в составе небольшой группы отходящих частей Красной Армии попал в плен. В октябре 1941 года бежал из лагеря военнопленных в городе Ровно. Добравшись до родного села Осиевки, связался с подпольщиками, через которых попал в партизанский отряд, где был радистом и разведчиком. В марте 1944 года партизанский отряд влился в состав наступающих регулярных частей Красной Армии в Карпатах. Был радистом в стрелковом полку на Первом и Четвёртом Украинских фронтах. После тяжёлого ранения в сентябре 1944 года в Карпатах долго лечился в госпиталях и после окончания войны демобилизовался по инвалидности. Из последнего госпиталя в Запорожье в конце июня 1945 года ездил в Осиевку, где узнал о гибели за месяц до конца войны воевавшего брата Леонида.
В сентябре 1945 года восстановился на третьем курсе радиотехнического факультета Киевского политехнического института, который окончил с отличием в 1948 году. В течение двух лет проходил стажировку в Лаборатории № 2 Академии наук СССР (Лаборатория измерительных приборов, ЛИПАН, в настоящее время — Курчатовский институт), где занимался разработкой ускорительных систем.
В августе 1950 года получил распределение на завод № 418, база № 9 (Электрохимприбор) в Свердловск-45, где сначала работал в цехе № 1. В дальнейшем Романченко была поручена организация основного электровакуумного производства по выпуску нейтронных трубок, позже названного «отделением Романченко». Электровакуумное производство было создано в июне 1957 года, и в начале 1958 года отделение выпустило первую серийную продукцию. В 1961 году отделение было преобразовано в цех № 18.
В 1961 году Романченко стал лауреатом Ленинской премии за работу по серийному производству боевых частей для ракет в составе группы специалистов во главе с А. Я. Мальским).
В 1962 году из-за болезни сына, связанной с уральским климатом, переехал в Обнинск, где в должности главного инженера Физико-энергетического института начал работы на циклотроне, предназначенном для производства радиоактивных изотопов. В 1963 году группа под руководством Н. Н. Краснова приступила к промышленным разработкам радиоактивных изотопов, и через два года циклотрон удовлетворял потребности всего СССР.
В 1980 году переехал в Москву для работы в Институте теоретической и экспериментальной физики, в котором работал до 2002 года.
В 2012 году, на 90-м году жизни, вернулся в Обнинск, где живут его дети и большинство внуков и правнуков.

### Семья
- Брат — Леонид Ефимович Романченко (?—1945), погиб за месяц до окончания Великой Отечественной войны.
- Дети:
  - Сын — Юрий Александрович Романченко, пенсионер.
  - Дочь — Людмила Александровна Романченко, инженер-экономист, пенсионер.

## Награды и премии
- Орден Красной Звезды
- Медаль «За отвагу»
- Ленинская премия (1961, за работу по серийному производству боевых частей для ракет)